# دانق
وهو مكيال إسلامي يستعمل في الوزن والكيل أثناء العصور الإسلامية.
والدانق وهو يوناني معرب ووزنه ثمان حبات شعير وخمسا(1/5) حبة. أو سدس (1/6) درهم.
عند الحنفية : 0.521 غرام
وعند الجمهور : 0.496 غرام

## المصدر
- علي جمعة : المكاييل والموازين الشرعية
- كتاب حقيقة الدينار والدرهم والصاع والمد لأبي العباس أحمد العزفي السبتي